# Kalanchoe lanceolata
Kalanchoe lanceolata är en fetbladsväxtart som först beskrevs av Peter Forsskål, och fick sitt nu gällande namn av Persoon. Kalanchoe lanceolata ingår i släktet Kalanchoe och familjen fetbladsväxter. Inga underarter finns listade i Catalogue of Life.